# Milbertshofen-Am Hart
Milbertshofen-Am Hart è uno dei distretti in cui è suddivisa la città di Monaco di Baviera, in Germania. Viene identificato col numero 11.

## Geografia fisica
Il distretto si trova nella parte nord della città.

### Suddivisione
Il distretto è suddiviso amministrativamente in 3 quartieri (Bezirksteile):
1. Am Hart
2. Am Riesenfeld
3. Milbertshofen

## Galleria d'immagini

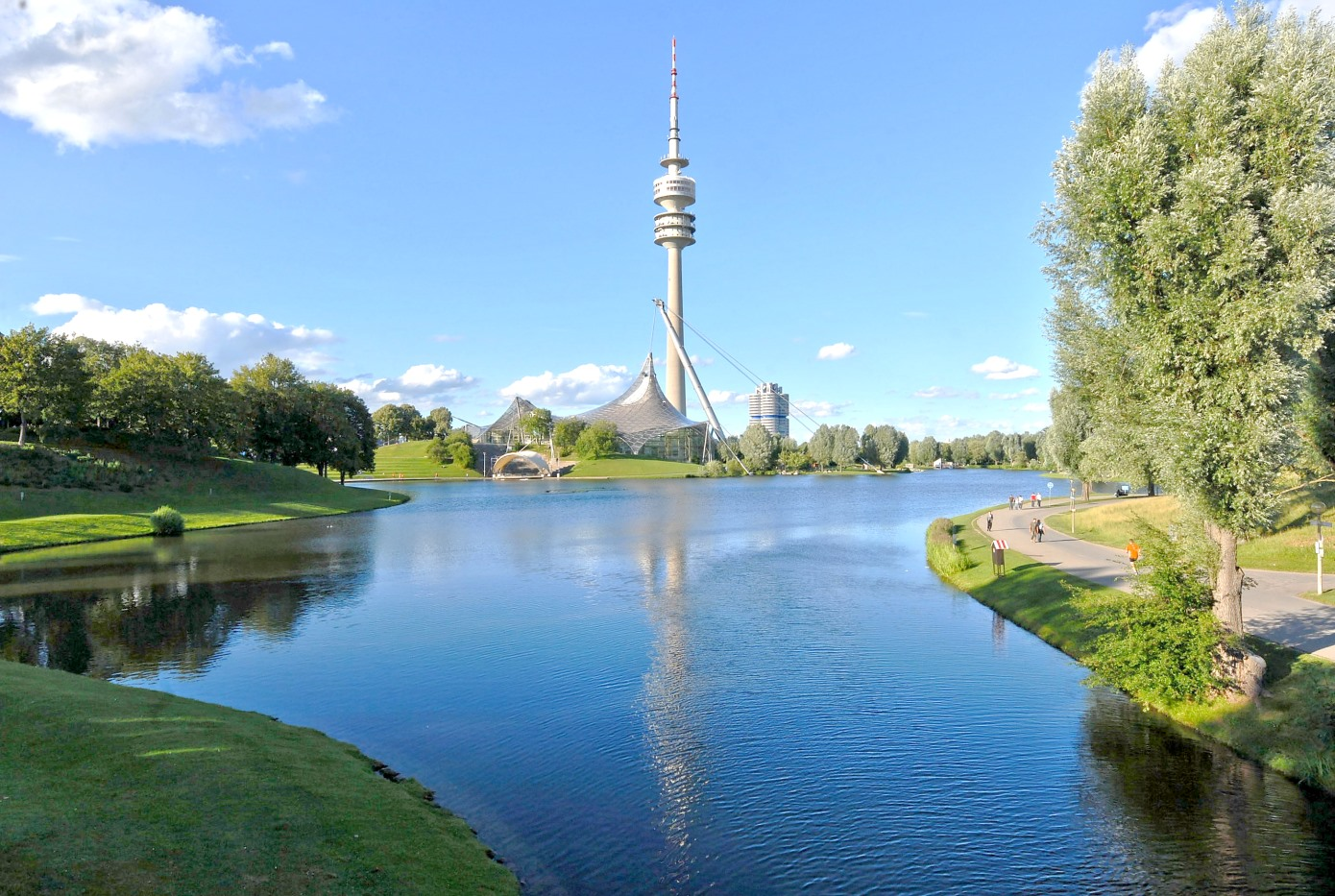
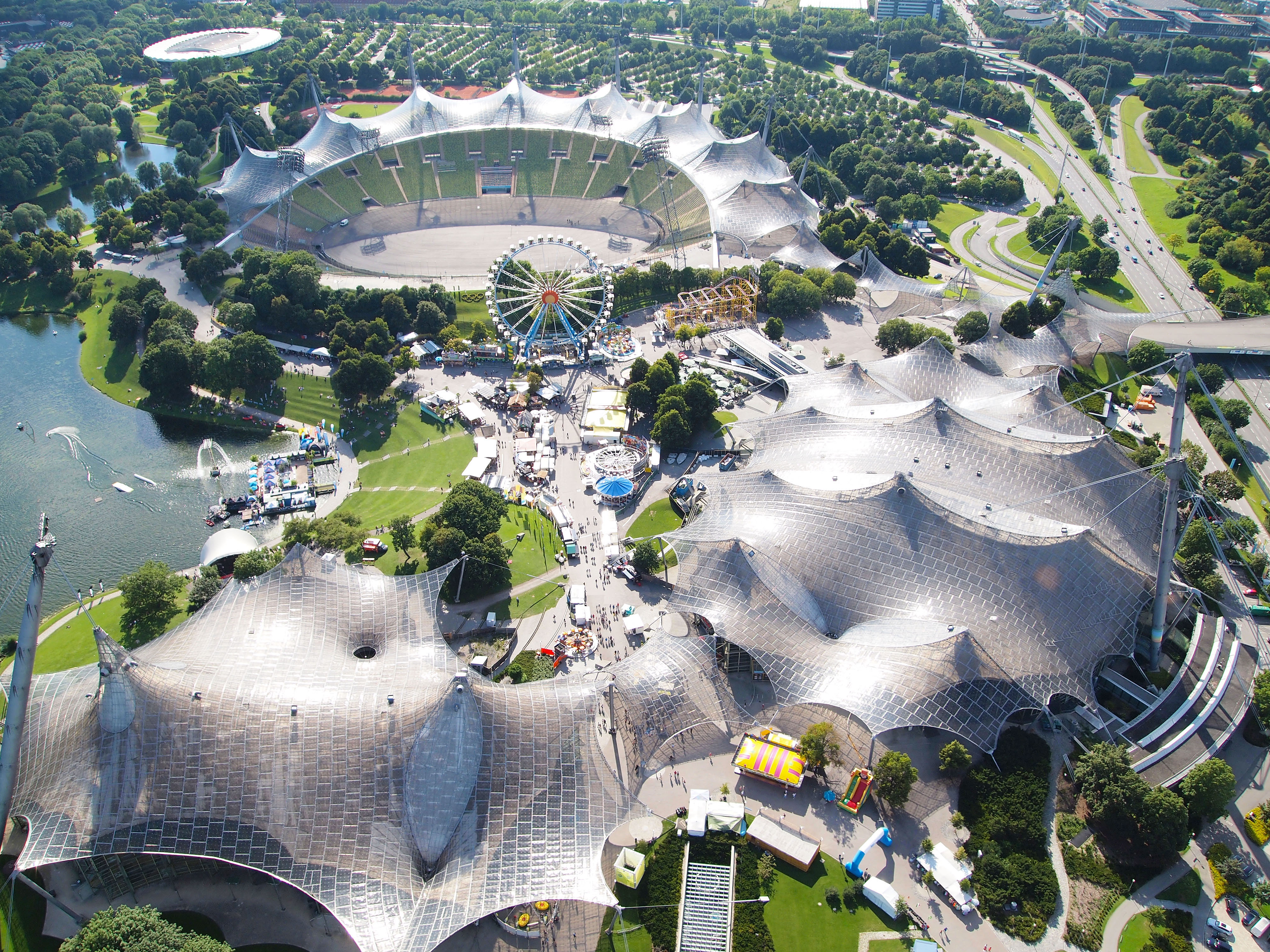
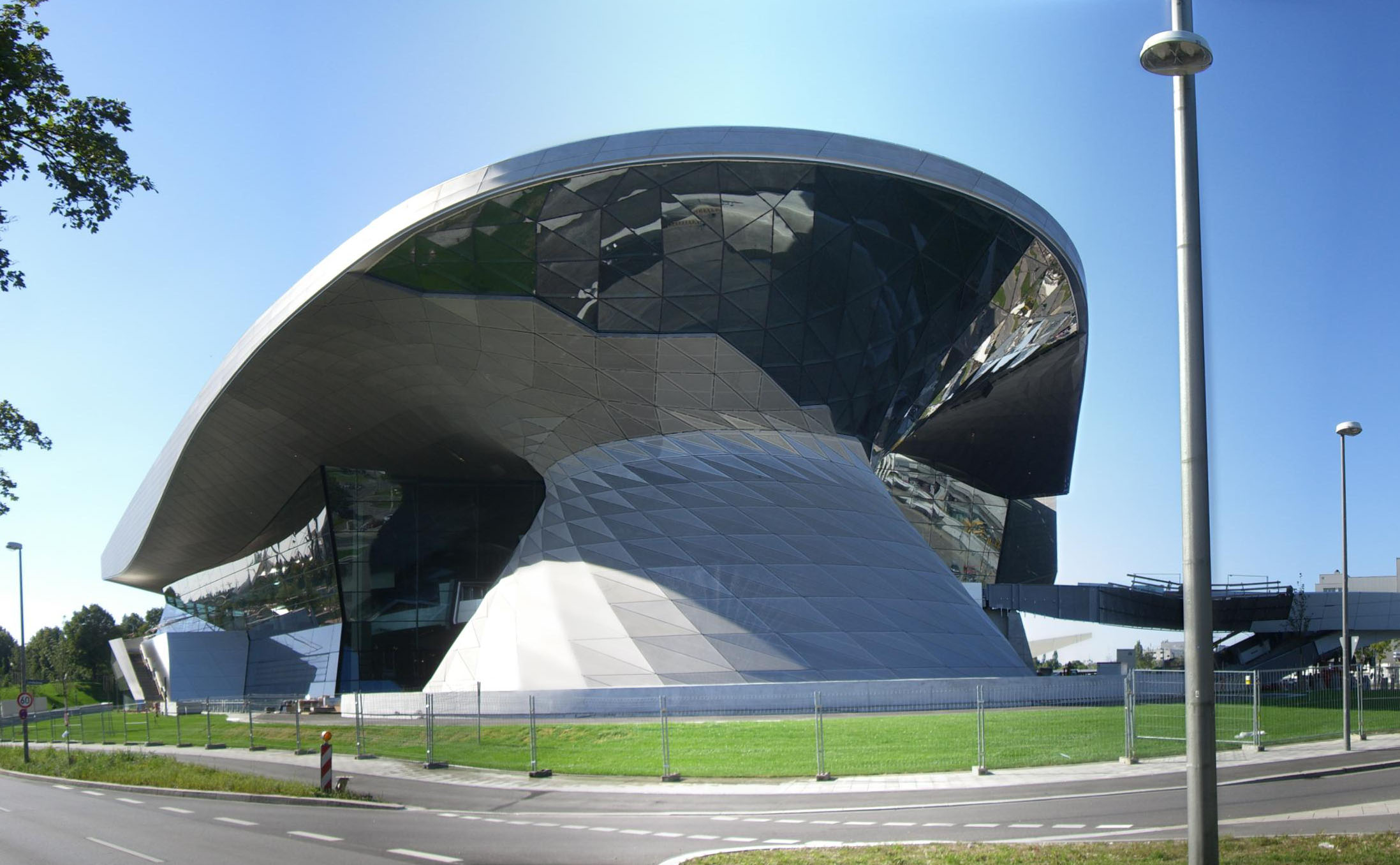
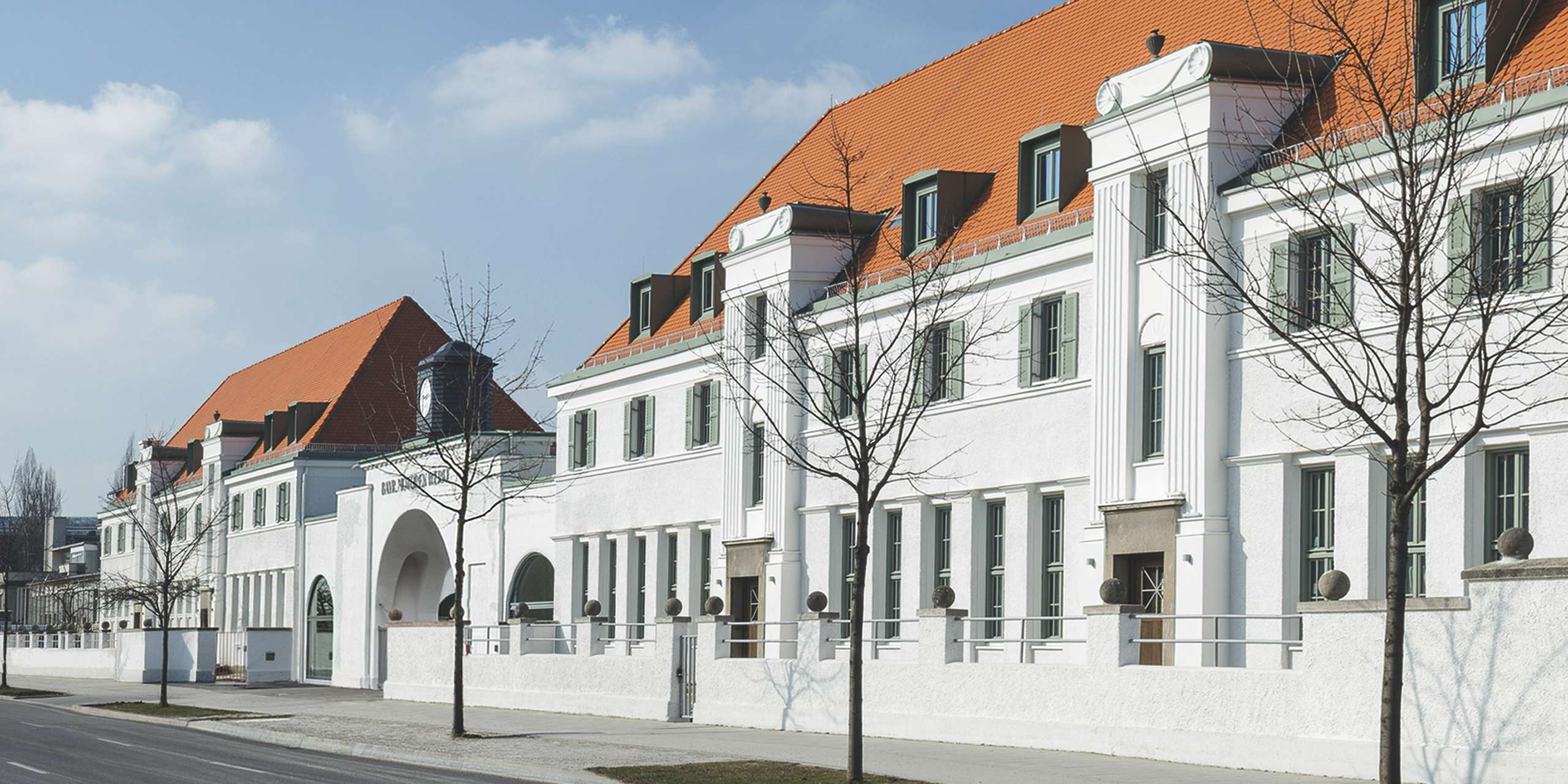
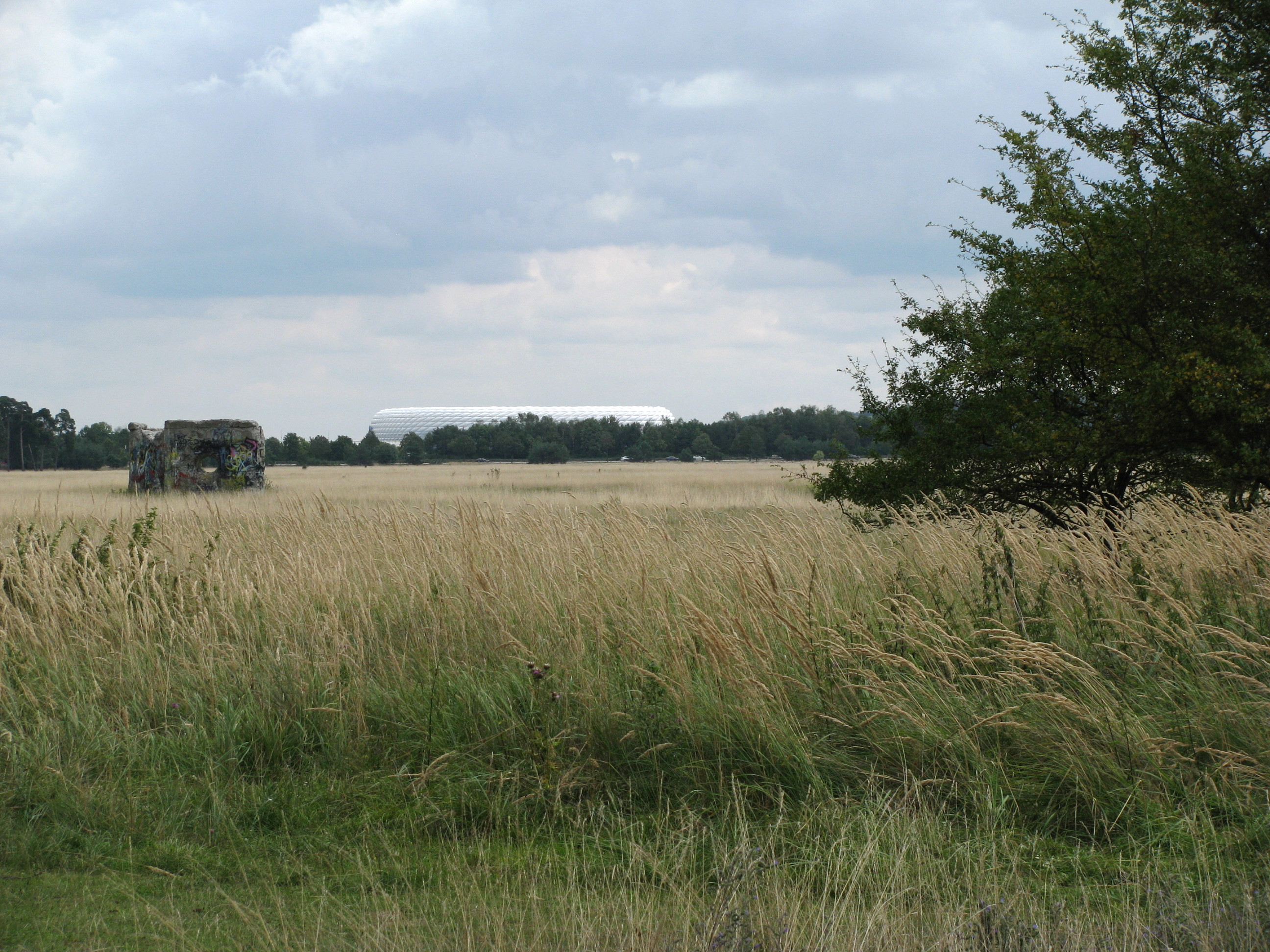
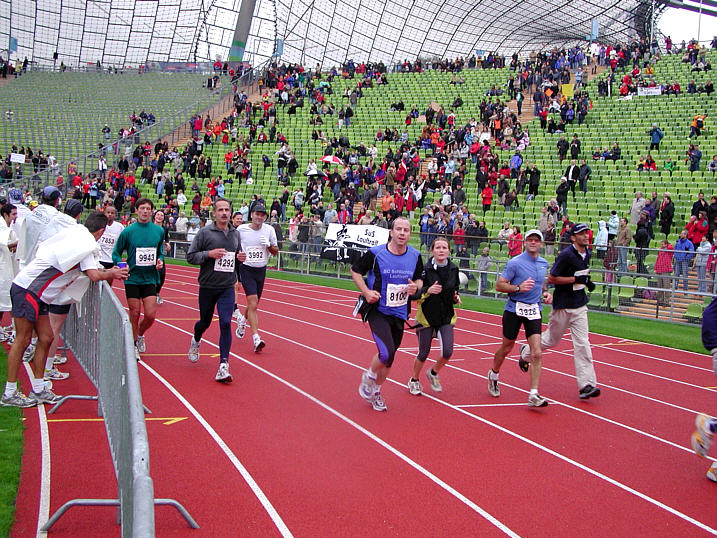